# ウージの唄
『ウージの唄』（ウージのうた）は、日本のインディーズバンド・かりゆし58が2006年9月13日に発売した2枚目のミニアルバム。

## 概要
前作『恋人よ』から7ヶ月ぶりのリリース。ミニアルバムとしての発売はこの作品が最後。
タワーレコードによる2006年度ロングセールスチャートではコブクロ『ALL SINGLES BEST』に次ぐ2位にランクイン、オリコンアルバムチャートでは累計58週ランクインするなどロングヒットを記録した。
収録曲「星空星子」は映画『ちいさな恋のものがたり』の主題歌。かりゆし58が映画主題歌を務めるのはこの曲が初めてである。
タイトル・収録曲に含まれている「ウージ」は沖縄弁でサトウキビの事を指す。

## 収録曲
1. アンマー
2. 君の名は
3. ウージの唄
4. 夏草恋歌
5. ラバー・ソウル
6. 星空星子
7. 日々紡ぐ
8. 言葉にできないこと 言葉がいらないとき

全作詞・作曲：前川慎吾